# Elemér Apor
Elemér Apor  (n. 19 martie 1907, Rimavská Sobota, Banskobystrický kraj, Slovacia – d. 8 ianuarie 2000, Eger, Heves, Ungaria) a fost un scriitor, poet și publicist maghiar.